# CHUO-FM
 (octobre 2024).
Si vous disposez d'ouvrages ou d'articles de référence ou si vous connaissez des sites web de qualité traitant du thème abordé ici, merci de compléter l'article en donnant les références utiles à sa vérifiabilité et en les liant à la section « Notes et références ».
CHUO-FM est une station de radio universitaire canadienne émettant sur la fréquence FM 89,1 MHz à Ottawa, en Ontario. C'est la station de l'Université d'Ottawa.

## Histoire

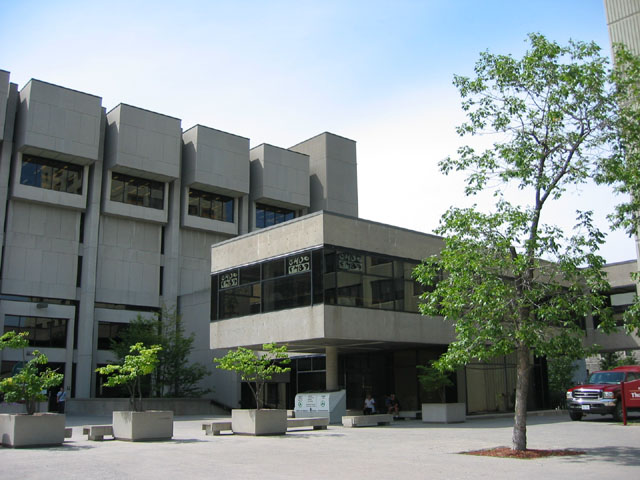
Les anciens studios de CHUO-FMCHUO

CHUO diffuse sur la fréquence 89.1 FM à Ottawa. Elle est la station communautaire et de campus de l'université d'Ottawa. En 1975, le premier sigle était CFUO, diffusant sur la bande AM à 670 kHz. À partir de 1984, la diffusion a débuté sur le câble FM et en circuit fermé dans les résidences étudiantes. La station a obtenu par la suite une licence de diffusion du CRTC pour émettre à la fréquence 89,1 MHz le 31 mai 1991. Depuis, le rayonnement de la station est de 100 km.
Tom Green a animé une émission nocturne au cours des années 1990, avant de poursuivre sa carrière à la télévision. Jusqu'en 2005, les studios étaient situés dans la passerelle reliant la bibliothèque Morrisset à la résidence étudiante Thompson. En septembre 2005 la station est déménagée au sein de l'immeuble où se situe la bibliothèque. L'antenne couvre maintenant un territoire situé dans un rayon de 100 kilomètres.

## Programmation
CHUO-FM émet tous les jours en continu. Elle diffuse surtout de la musique, mais aussi des émissions culturelles et des émissions de Radio France internationale. La programmation est bilingue, en plus de laisser la place à d'autres langues que l'anglais et le français. CHUO-FM est la seule station de campus au Canada à diffuser dans les deux langues officielles.